# Тараданово
Тарада́ново (рос. Тараданово) — село у складі Кропивинського округу Кемеровської області, Росія.

## Населення
Населення — 860 осіб (2010; 1013 у 2002).
Національний склад (станом на 2002 рік):
- росіяни — 93 %